# Mountain bike

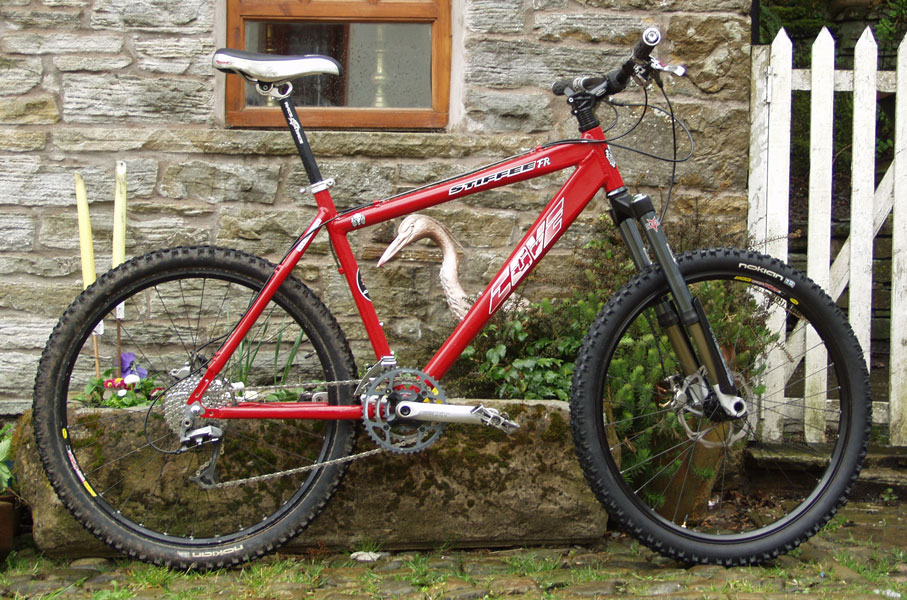
Bicicletă de munte (mountain bike)

Mountain bike, în română, „bicicleta de munte”, mountain biking este un sport cuprinzând mai multe discipline: cx (ciclocross), xc (CrossCountry), downhill, enduro, all mountain etc.
Mountain biking-ul este o activitate în aer liber palpitantă și populară, care implică mersul pe biciclete concepute special pentru terenuri off-road, inclusiv trasee accidentate, piste de pământ și pante abrupte. Aceste biciclete, cunoscute sub numele de mountain bike („biciclete de munte”), sunt echipate cu caracteristici care le sporesc performanța și durabilitatea în medii dificile.

## Caracteristicile cheie alemountain bikesinclud:
1. Suspensie: Majoritatea bicicletelor de munte au furci cu suspensie față pentru a absorbi șocurile și loviturile, asigurând o călătorie mai lină. Unele modele avansate au și sisteme de suspensie spate pentru un control mai bun și confort pe teren accidentat.
2. Cadru: Cadrele pentru biciclete de munte sunt de obicei realizate din materiale ușoare precum aluminiu, fibră de carbon sau oțel. Sunt proiectate pentru a rezista rigorilor de pe off-road, oferind în același timp stabilitate și manevrabilitate.
3. Anvelope: anvelopele pentru biciclete de munte au un model robust al benzii de rulare pentru o tracțiune îmbunătățită pe suprafețe libere, cum ar fi pământ, pietriș și noroi. Sunt mai largi și au o presiune mai mică în comparație cu anvelopele pentru bicicletele de drum, oferind o mai bună aderență și o absorbție a șocurilor.
4. Angrenaj: Bicicletele de munte au de obicei o gamă largă de trepte pentru a aborda diverse pante și terenuri. De obicei, au mai multe lanțuri în față și o casetă cu mai multe pinioane în spate, permițând cicliștilor să își ajusteze cu ușurință rezistența la pedalare.
5. Frâne: Bicicletele de munte sunt echipate cu frâne cu disc puternice care oferă o putere de oprire fiabilă, chiar și în condiții umede și noroioase. Acestea oferă o modulare și un control mai bun în comparație cu frânele tradiționale pe jantă.
6. Ghidon: Ghidoanele pentru bicicletele de munte sunt de obicei mai late și mai plate în comparație cu bicicletele de șosea. Acest design oferă mai mult control și stabilitate pe terenuri denivelate și permite o poziție de conducere mai dreaptă.


Ciclismul montan oferă o gamă largă de discipline, inclusiv cross-country (XC), traseu, downhill (DH), enduro și multe altele. Fiecare disciplină are propriile cerințe și provocări specifice, care se adresează călăreților cu diferite niveluri de calificare și preferințe.
Înainte de a porni într-o aventură de ciclism montan, este important să purtați echipament de protecție adecvat, inclusiv o cască, mănuși și îmbrăcăminte de protecție. În plus, întreținerea regulată a bicicletei și ajustarea acesteia pentru a se potrivi stilului și preferințelor dvs. de condus vă poate îmbunătăți considerabil experiența pe trasee.